# Mel Lisboa
Mel Lisboa Alves (née le 17 janvier 1982  à Porto Alegre, dans l'État de Rio Grande do Sul) est une actrice brésilienne.

## Filmographie

### Télévision
- 2001 : Presença de Anita - Anita (Cíntia) - Rede Globo
- 2002 : Desejos de Mulher - Gabriela Diniz - Rede Globo
- 2004 : Como uma Onda - Lenita Paiva - Rede Globo
- 2007 : Sete Pecados - Carla - Rede Globo
- 2011 : Sansão e Dalila - Dalila - Rede Record
- 2013 : Pecado Mortal - Márcia Figueiredo (Marcinha) - Rede Record
- 2015 : Os Dez Mandamentos - Hénoutmirê (Saison 1) - Rede Record
- 2019 : Coisa Mais Linda (série télévisée) : Thereza Soares (7 épisodes)

## Cinéma
- 2004 : A Cartomante : Vitória
- 2005 : O Casamento de Romeu e Julieta : Joana
- 2006 : Sonhos e Desejos : Cristiana
- 2007 : A Ultima Contravenção
- 2008 : Ao Vivo : Sofia

## Théâtre

### Comme actrice
- 2002 : Confissões de Adolescentes
- 2003 : Há Vagas Para Moças de Fino Trato : Lúcia
- 2003 : Brutal : Sol
- 2003 : Luluzinhas : Agnes
- 2006 : Mordendo Os Lábios : Eleonora
- 2008 : A Mulher do Candidato : Silvia
- 2009 : Cyrano : Roxanne
- 2010 : Após A Chuva
- 2010 : Mulheres Alteradas : Lisa

### Comme productrice
- 2002 : Confissões de Adolescentes
- 2003 : Há Vagas Para Moças de Fino Trato